# 石壁水库 (南安)
石壁水库是中国福建省泉州市南安市水头镇境内的一座水库，位于九溪上，建于1958年。水库正常库容为4806万立方米，集雨面积为80平方千米，海拔为58.1米。